# Tetyana Tereshchuk-Antipova
Tetyana Tereshchuk-Antipova (Ucrania, 11 de octubre de 1969) es una atleta ucraniana retirada, especializada en la prueba de 400 m vallas en la que llegó a ser medallista de bronce olímpica en 2004.

## Carrera deportiva
En el Campeonato Europeo de Atletismo de 1998 ganó la medalla de plata en los 400 m vallas, con un tiempo de 54.07 segundos, llegando a meta tras la rumana Ionela Târlea y por delante de la alemana Silvia Rieger (bronce con 54.45 s).
Seis años después, en los JJ. OO. de Atenas 2004 ganó la medalla de bronce en los 400 metros vallas, con un tiempo de 53.44 segundos, tras la griega Fani Halkia y de nuevo la rumana Ionela Târlea.
Y dos años después, en el Campeonato Europeo de Atletismo de 2006 volvió a ganar el bronce en la misma prueba, con un tiempo de 54.55 segundos, llegando a meta tras la rusa Yevgeniya Isakova y la griega Fani Chalkia (plata).